# Aladár Pápišta
Aladár Pápišta (* 5. února 1956) je bývalý slovenský fotbalový záložník.

## Fotbalová kariéra
V československé lize hrál za VSS Košice. Gól v lize nedal. V nižších soutěžích hrál i za VTJ Žatec a Rimavskou Sobotu.

## Ligová bilance
| Ročník                                   | Zápasy | Góly | Minuty | Klub       |
| ---------------------------------------- | ------ | ---- | ------ | ---------- |
| 1. československá fotbalová liga 1975/76 | 13     | 0    | 691    | VSS Košice |
| 1. československá fotbalová liga 1976/77 | 15     | 0    | 974    | VSS Košice |
| Česká národní fotbalová liga 1978/79     | –      | –    | –      | VTJ Žatec  |
| CELKEM 1. liga                           | 28     | 0    | 1 665  |            |